# Rui Neves
Rui Miguel Leal das Neves, noto semplicemente come Rui Neves (Lisbona, 21 dicembre 1969), è un ex calciatore portoghese, di ruolo difensore.
È il fratello gemello di Jorge Neves, anch'egli calciatore.

## Palmarès

### Giocatore
- Coppa del Portogallo: 1

Estrela Amadora: 1989-1990